# Рак сечового міхура
Рак сечового міхура — це будь-який з кількох типів раку, що виникає в тканинах сечового міхура. Симптоми включають кров у сечі, біль під час сечовипускання та біль у попереку. Це виникає, коли епітеліальні клітини, що вистилають сечовий міхур, стають злоякісними.
Фактори ризику раку сечового міхура включають куріння, сімейний анамнез, попередню променеву терапію, часті інфекції сечового міхура та вплив певних хімічних речовин. Найпоширенішим типом є перехідно-клітинна карцинома. Інші типи включають плоскоклітинний рак і аденокарциному. Діагноз зазвичай ставлять за допомогою цистоскопії з біопсією тканин. Стадію раку визначають за допомогою трансуретральної резекції та медичної візуалізації.
Лікування залежить від стадії раку. Це може включати деяку комбінацію хірургічного втручання, променевої терапії, хіміотерапії або імунотерапії. Хірургічні варіанти можуть включати трансуретральну резекцію, часткове або повне видалення сечового міхура або відведення сечі. Типова п’ятирічна виживаність у Сполучених Штатах становить 77%, в Канаді – 75%, а в Європі – 68%.
Станом на 2018 рік рак сечового міхура вразив близько 1,6 мільйона людей у всьому світі з 549 000 нових випадків і 200 000 смертей. Вік початку захворювання найчастіше становить від 65 до 84 років. Чоловіки хворіють частіше, ніж жінки. У 2018 році найвищий рівень раку сечового міхура спостерігався в Південній і Західній Європі, за якою слідує Північна Америка з показниками 15, 13 і 12 випадків на 100 000 осіб. Найвищий рівень смертності від раку сечового міхура спостерігався в Північній Африці та Західній Азії, за якими слідує Південна Європа.

## Ознаки та симптоми

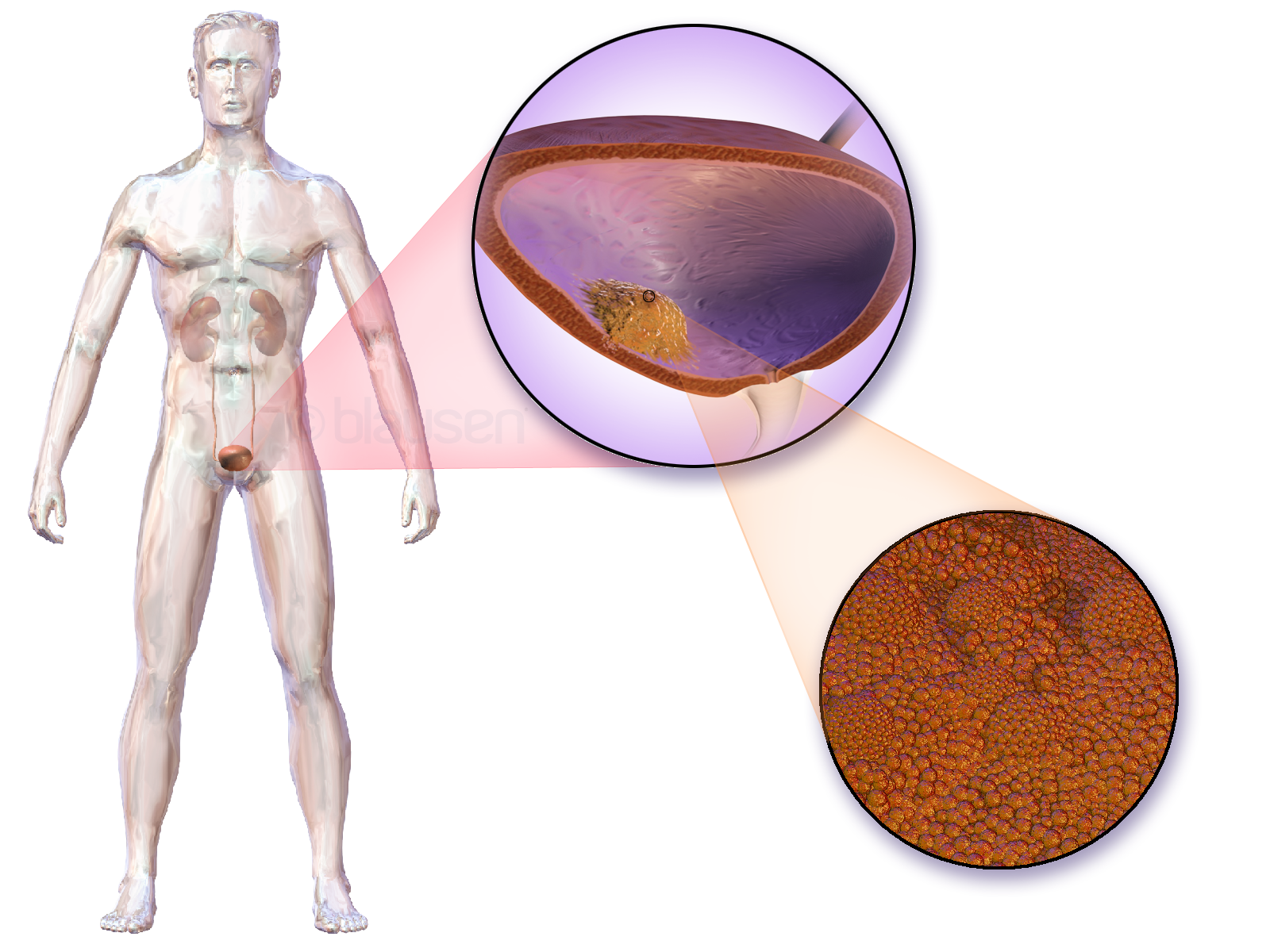
Локалізація раку сечового міхура

Для раку сечового міхура характерно наявність крові в сечі, яку можна побачити або виявити лише під мікроскопом. Кров у сечі є найпоширенішим симптомом раку сечового міхура, і він безболісний. Видима кров у сечі може бути лише короткочасною, і може знадобитися аналіз сечі, щоб підтвердити наявність невидимої крові. Від 80 до 90% людей з раком сечового міхура спочатку мали видиму кров. Кров у сечі також може бути спричинена іншими захворюваннями, такими як камені в сечовому міхурі або сечоводі, інфекцією, захворюваннями нирок, раком нирок або судинними вадами розвитку, хоча ці захворювання (за винятком раку нирок) зазвичай є болісними.
Інші можливі симптоми включають біль під час сечовипускання, часте сечовипускання або відчуття потреби сечовипускання без можливості цього зробити. Ці ознаки та симптоми не є специфічними для раку сечового міхура, а також можуть бути викликані нераковими захворюваннями, включаючи інфекції простати, гіперактивний сечовий міхур або цистит. Деякі рідкісні форми раку сечового міхура, такі як урахальна аденокарцинома, виробляють муцин, який потім виділяється з сечею, що робить її густою.
Люди з пізньою стадією захворювання можуть відчувати біль у тазу або кістках, набряки нижніх кінцівок або болі. Рідко під час фізичного огляду можна виявити пальпаторну пухлину.